# Агилар, Алессандра
Алессандра Агилар — испанская легкоатлетка, которая специализируется в марафоне. На Олимпиаде 2008 года заняла 54-е место с результатом 2:39.29. На олимпийских играх 2012 года заняла 26-е место, показав время 2:29.19.
Бронзовая призёрка Роттердамского марафона 2008 года — 2:29.03. Победительница Гамбургского марафона 2009 года. Победительница кросса de Venta de Baños в 2010 году. Заняла 8-е место на чемпионате Европы по кроссу 2010 года.
На чемпионате мира 2013 года заняла 5-е место с результатом 2:32.38.

## Сезон 2014 года
29 марта на чемпионате мира по полумарафону заняла 21-е место с личным рекордом 1:10.56. 18 мая заняла 8-е место на 10-километровом пробеге Great Manchester Run с результатом 33.31.